# Презіденті-Венсеслау
Презіденті-Венсеслау (порт. Presidente Venceslau) — муніципалітет в Бразилії, входить до складу штату Сан-Паулу. Є складовою частиною мезорегіону Презіденті-Пруденті. Входить до економічно-статистичного мікрорегіону Презіденті-Пруденті. Населення становить 38 254 чоловіки (станом на 2006 рік). Займає площу 755,010 км².
Місто засновано 8 березня 1921 року.
| Бразилія | Це незавершена стаття з географії Бразилії. Ви можете допомогти проєкту, виправивши або дописавши її. |

1. 1 2 3 4 5 6  OpenStreetMap — 2004.